# Kingdom Hearts: Chain of Memories
Kingdom Hearts: Chain of Memories is een computerspel dat is ontwikkeld door Jupiter en is uitgebracht door Square Enix voor de Game Boy Advance. Het is het tweede deel uit de Kingdom Hearts-serie en is een brug tussen Kingdom Hearts en Kingdom Hearts II. Het spel heeft een vechtsysteem gebaseerd op kaarten dat heel anders is dan zijn voorganger.

## Spel
Sora en zijn vrienden komen terecht in Castle Oblivion waar ze voor het eerst te maken krijgen met Organization XIII. Het vechtsysteem is gebaseerd op het gebruik van kaarten. Zo zijn er verscheidene kaarten om deuren te openen naar nieuwe werelden. In deze werelden (iedere wereld een etage) krijgt Sora dingen te zien uit zijn geheugen. Hoe hoger hij gaat, des te meer hij vergeet maar telkens meer herinnert over Naminé, een meisje die samen met hem op Destiny Islands woonde. Op een gegeven moment vergeet hij ook zijn vriendin Kairi. 
Naminé is door Marluxia, de leider van Castle Oblivion, bevolen om het geheugen van Sora te manipuleren. Al de herinneringen over Naminé waren nep en door Naminé zelf gemaakt. Nadat Sora Marluxia heeft verslagen wordt hij samen met zijn vrienden in een cocon gestopt waar hij zijn oude geheugen weer terugkrijgt maar wat er in het kasteel wordt gedaan zal hij weer vergeten. 

### Reverse/Rebirth
Nadat de speler het verhaal van Sora heeft uitgespeelt, biedt het spel een nieuw verhaal: Reverse/Rebirth. Het verhaal speelt zich af vanuit het perspectief van Riku. Hij moet de duisternis uit zijn hart in controle houden. Na het verslaan van Ansem kiest Riku noch voor duisternis, noch voor licht; maar voor "het pad naar dageraad."

## Remake
Kingdom Hearts Re:Chain of Memories is een remake van Chain of Memories voor de PlayStation 2. Het spel werd uitgebracht als tweede schijf bij het verzamelspel Kingdom Hearts II Final Mix+ in Japan op 29 maart 2007 en op 2 december 2008 in de VS. Re:Chain of Memories is nooit uitgebracht in Europa of Australië, maar werd uiteindelijk een onderdeel van HD 1.5 Remix.
Nieuw in de remake zijn verbeterde 3D-graphics, stemacteurs en een volledige soundtrack. Ook werd de Reaction Command-functie uit KH II toegevoegd en er zijn nieuwe tussenfilmpjes en gevechten die niet in het origineel zitten.